# Alphyddan, Nacka kommun

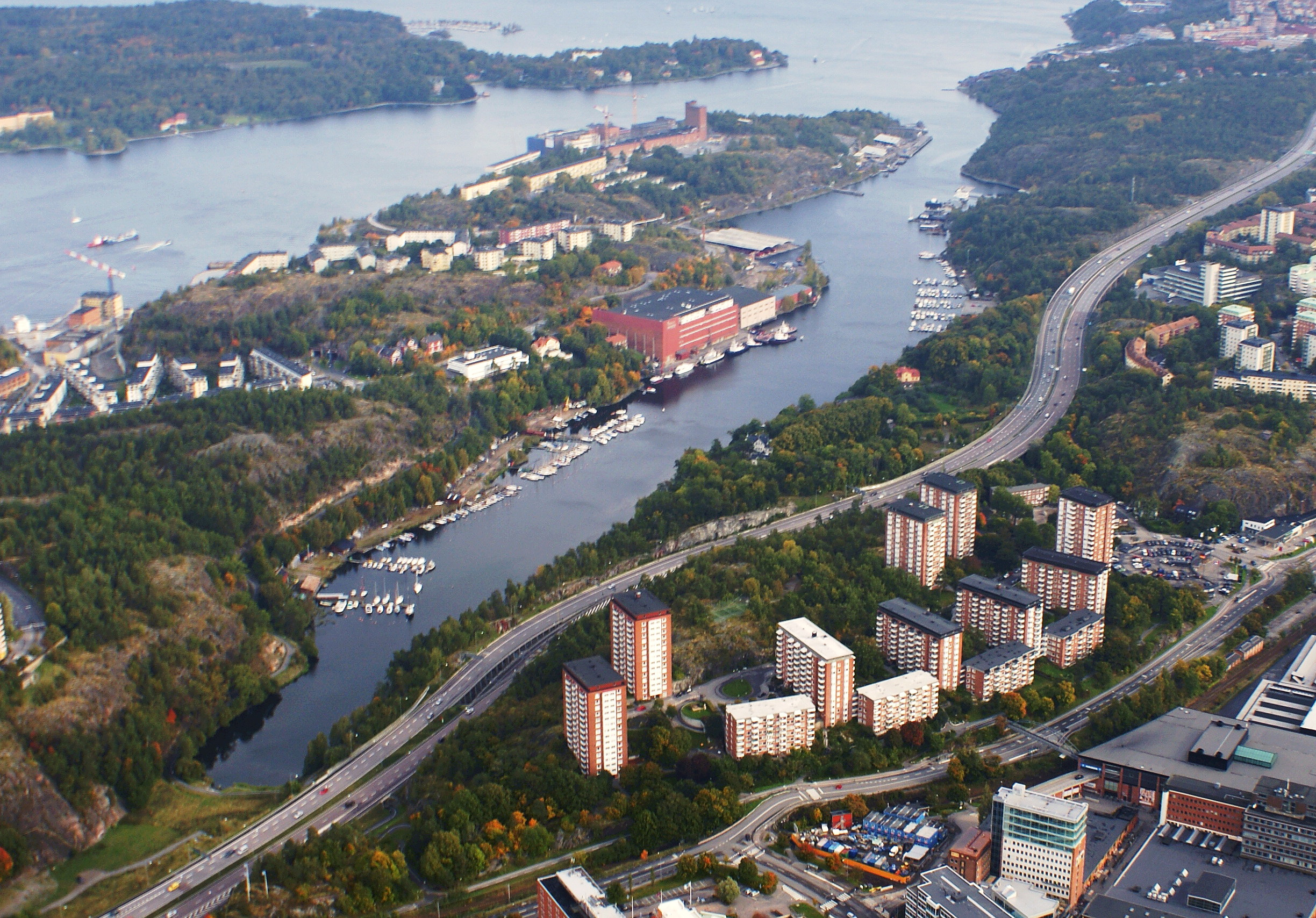
Svindersviken och Alphyddan (t.h.), 2012.

Alphyddan är ett bostadsområde i kommundelen Sicklaön inom Nacka kommun cirka tre kilometer sydöst om Stockholms innerstad. Bostadsområdet ligger mellan Värmdöleden och Värmdövägen och uppfördes 1960–1965 efter ritningar av arkitektfirman Backström & Reinius samt naturområdet Svindersberg i öst.

## Historik
Kartor fram till mitten av 1800-talet betecknar området som Sickla eller Stora Sickla. På 1850-talet byggde Frans Oskar Hagman, disponent på Krooks Petroleum en sommarvilla i schweizisk stil i området, Villa Alphyddan. En karta från 1872 kallar området för lägenheten Alphyddan. De kommande åren byggde fler barn och barnbarn till Frans Oskar Hagman villor i området. Dessa trähus rivs på 1960-talet eftersom de är i dåligt skick behövde ge vika åt modernare bebyggelse.
Redan på 1940-talet hade Nacka kommun bestämt sig för att bygga bostäder på det område som nu heter Alphyddan. En serie omständigheter gjorde dock att byggandet inte kunde sätta fart, den största anledningen var att det inte var bestämt hur den nuvarande Värmdöleden skulle dras. Först 1959 kunde man lägga fram en stadsplan för området.

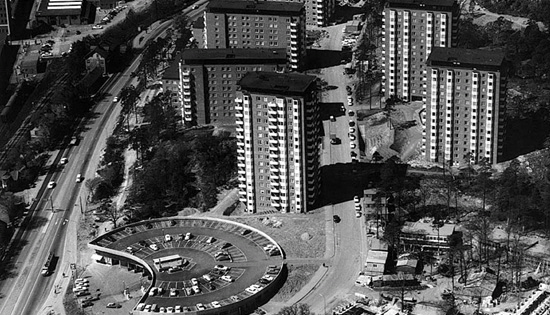
Alphyddan, tidigt 1960-tal. Foto: Oscar Bladh.

Den första stadsplanen utarbetades på stadsarkitektkontoret i Nacka kommun under ledning av stadsarkitekt Albin Hamrin. Byggandet, som utfördes av byggfirman Anders Diös AB, pågick mellan 1960 och 1965, husen och garagen ritades av arkitekterna Sven Backström och Leif Reinius. Husens fasader uppfördes i rött tegel och vita balkongfronter samt burspråk, vilket ger området sin speciella karaktär. Totalt byggdes 700 lägenheter fördelade på fem höga punkthus med 13-15 våningar och åtta något lägre lamellhus. Redan från början fick området en mycket god kollektivtrafik med både spårtrafik (Saltsjöbanan) och busstrafik.
För att möta den nya tidens krav på bilparkering byggde man stor servicestation för bilar och särskilda garageanläggningar i områdets utkanter med plats för 500 bilar. Antalet bilplatser för det stora antal boende visade sig snart vara alldeles för litet. Senare byggde man även ett andra garage för 120 bilar.
I anslutning till området byggdes även Svindersviks skola (numera Musik/Konstskolan Maestro); arkitekt var Tore Axén.

## Bilder

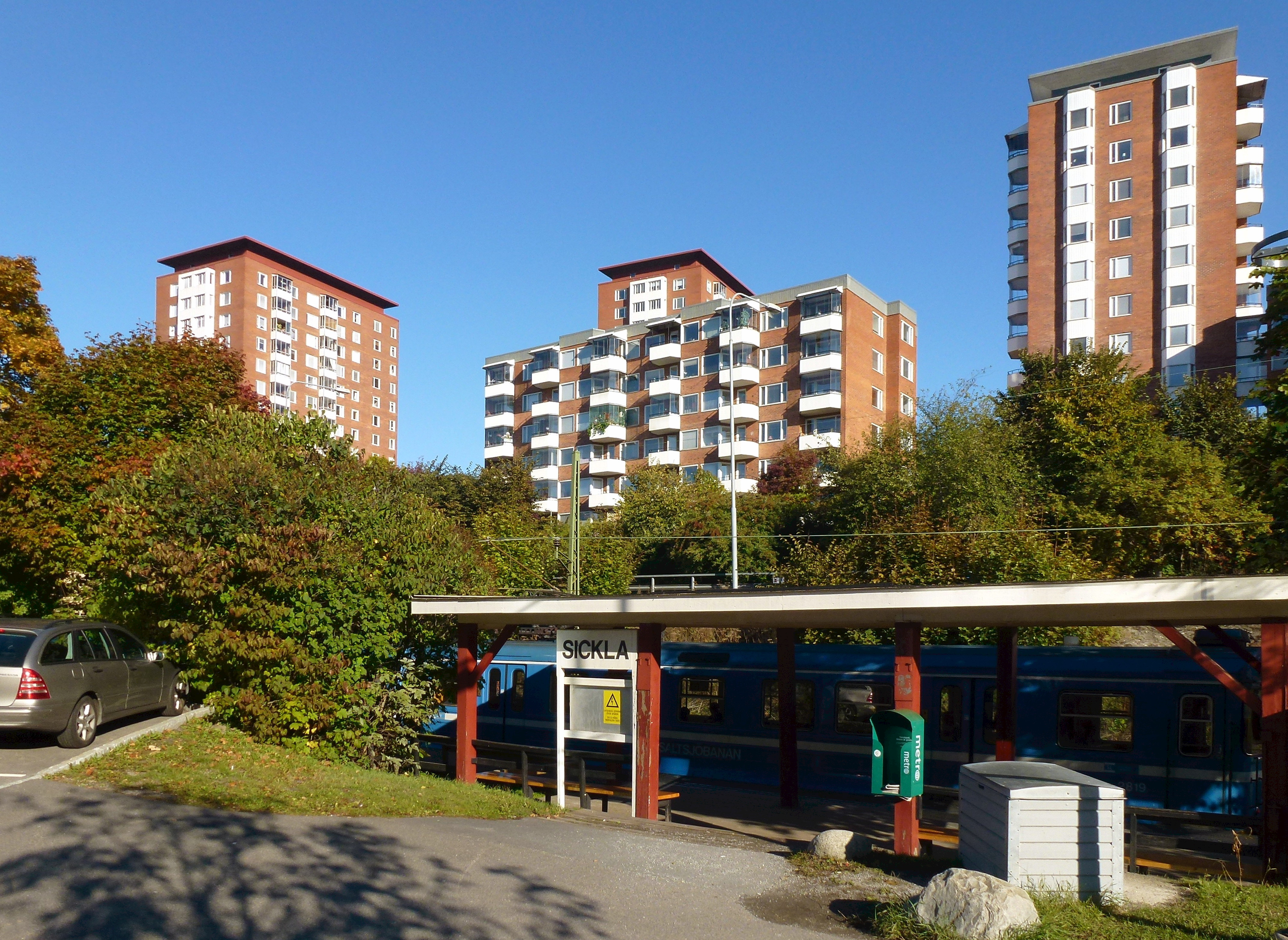
Alphyddans bostadshus med Saltsjöbanans hållplats "Sickla" i förgrunden
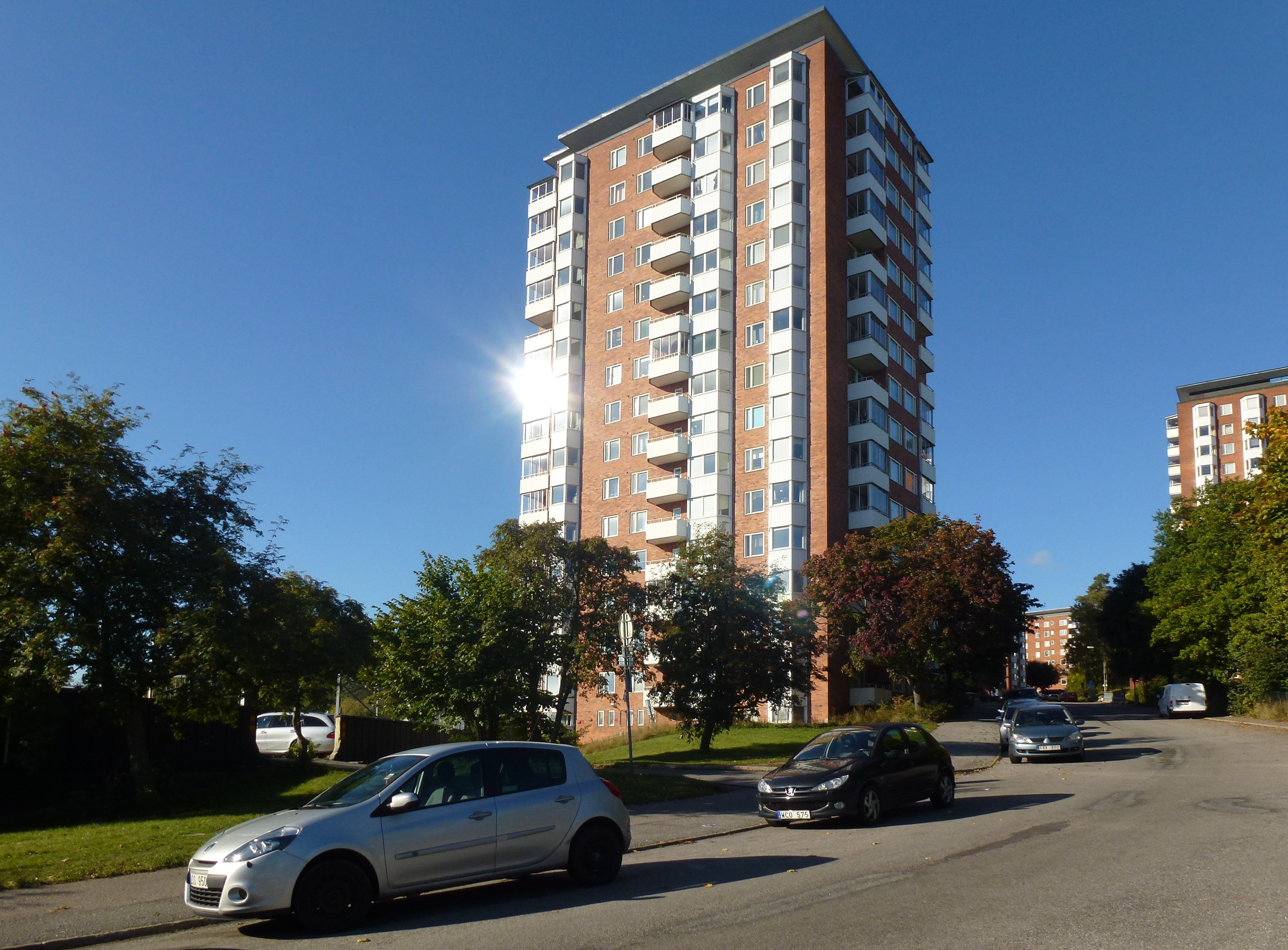
Vy från Alphyddevägen upp mot platån
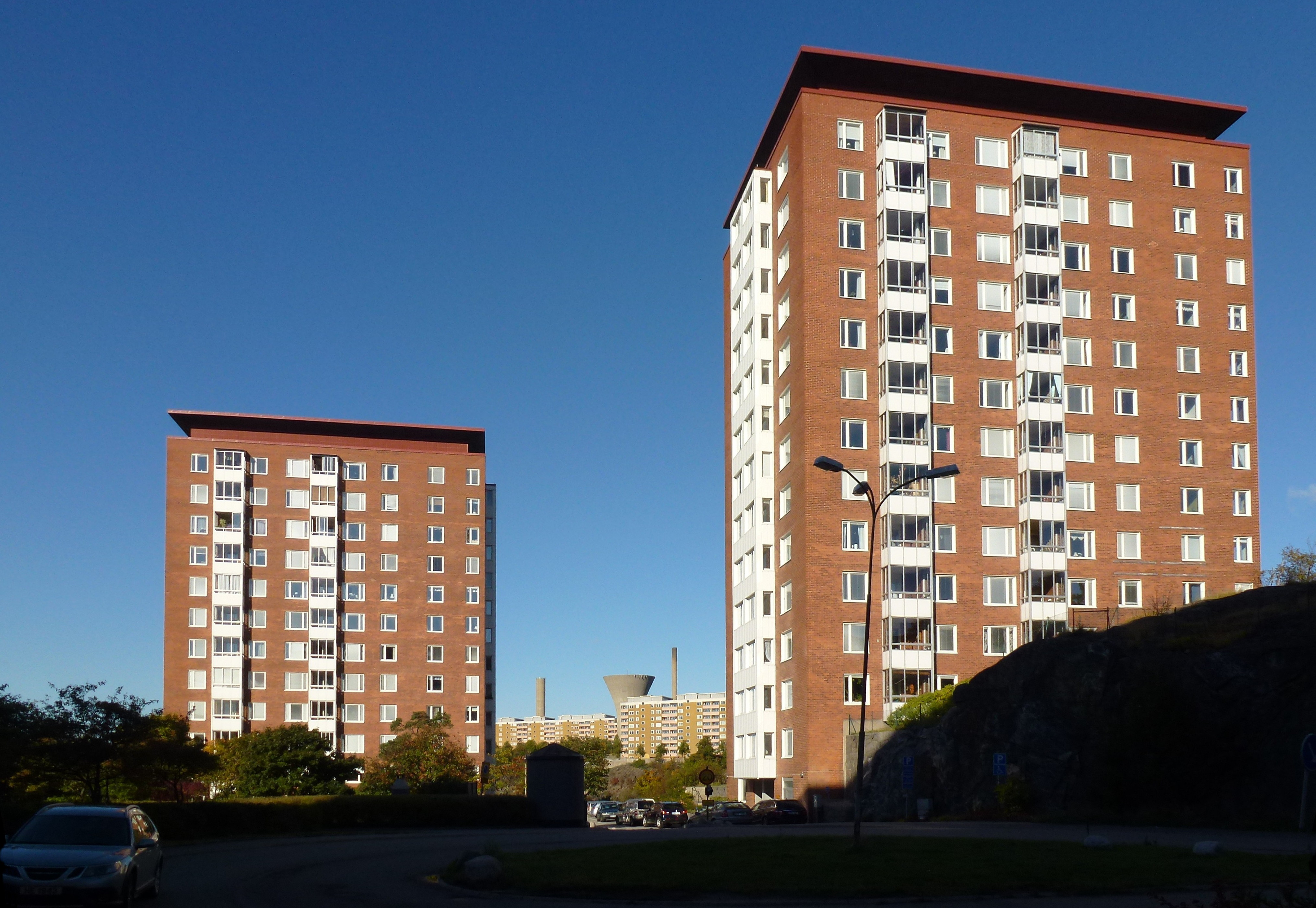
På platån med Henriksdalsberget i bakgrunden
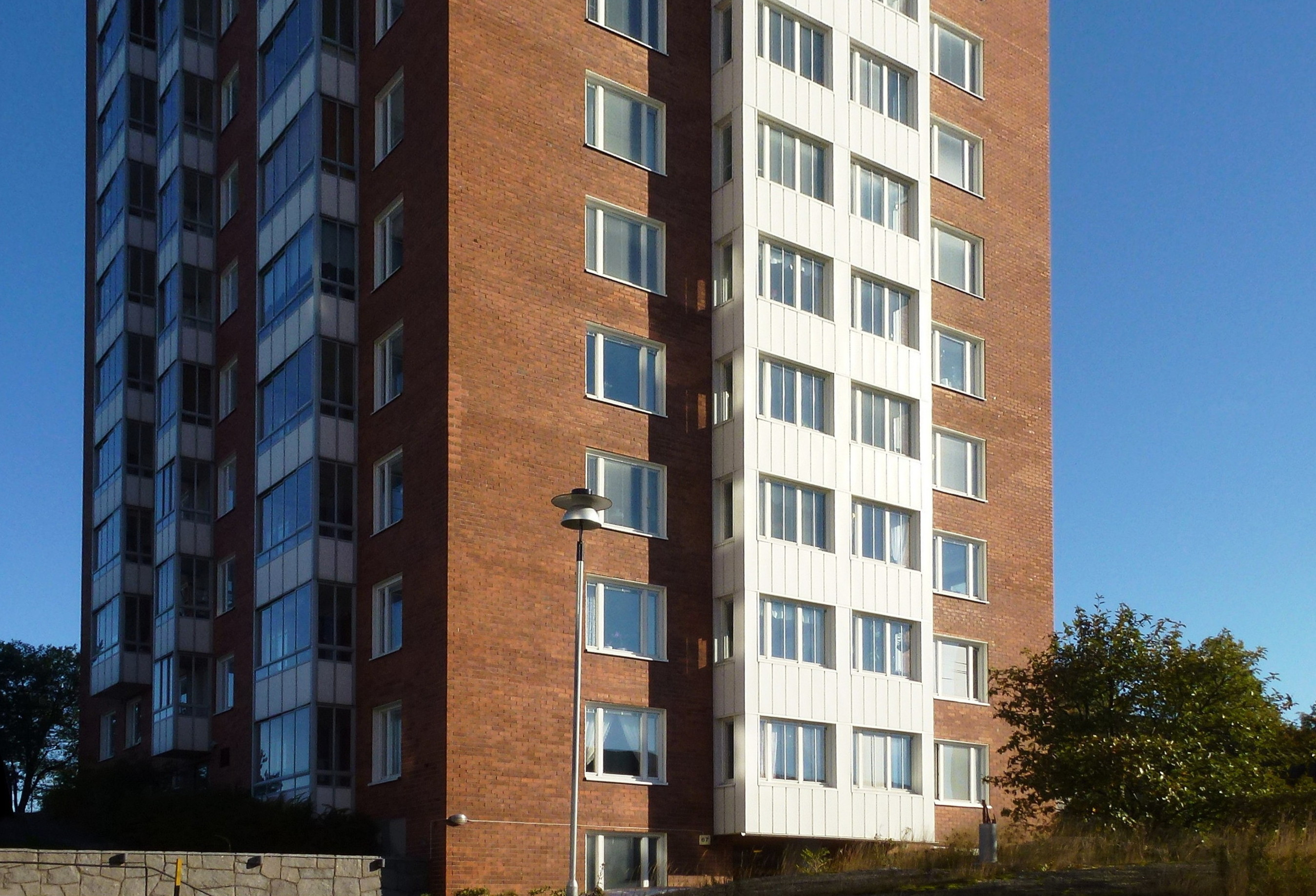
Rött tegel, vita balkongfronter och burspråk